# آبشار ریانبوی
آبشار ریانبوی (به لاتین: Rianbavy Falls) یک آبشار در ماداگاسکار است که در ایهورومبه واقع شده‌است.